# La Sagrera
|  | Per a altres significats, vegeu «la Sagrera (desambiguació)». |

La Sagrera és un dels barris que conformen el districte de Sant Andreu, a Barcelona. Limita al nord amb Sant Andreu de Palomar, a l'est amb el barri de la Verneda i la Pau; inclou al sud el territori de Navas, i a l'oest el del Congrés i els Indians.
El barri de la Sagrera està integrat administrativament al districte IX de la ciutat de Barcelona, denominat oficialment Sant Andreu, tot i que no va pertànyer mai a l'antic municipi de Sant Andreu de Palomar, sinó al de Sant Martí de Provençals; la realitat politicoadministrativa i urbanística ha fet, però, que la Sagrera mantingui més relacions amb Sant Andreu que amb la resta de barris de Sant Martí de Provençals.

## Història

### Orígens
L'origen d'aquest nom es remunta al segle xi, quan els pagesos de Catalunya vivien sota les amenaces i les agressions dels nobles. L'Abat Oliba, veient la necessitat de protegir els pagesos, pacta amb els nobles la creació de les sagreres, un espai de 30 passes al voltant de les esglésies en què persones i béns estarien a resguard de qualsevol agressió. En aquests espais, els pagesos construïen uns petits edificis anomenats sagrers, que s'utilitzaven per guardar les collites del rector i la gent del voltant.

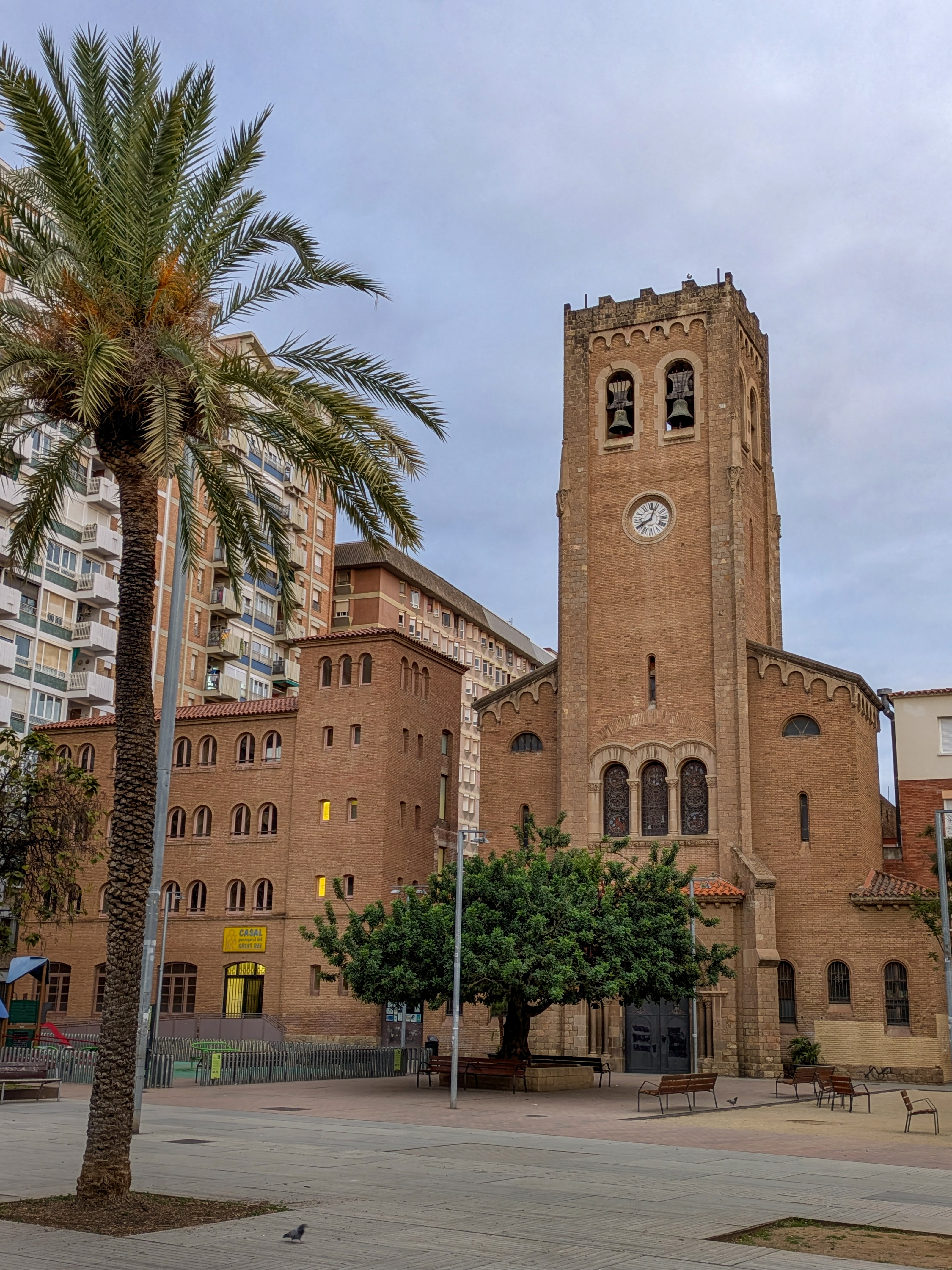
Església de Crist Rei

Les primeres notícies documentades daten del 998 i fan referència a un grup de cases, algunes amb torres de defensa, al voltant de la sagrera de l'església parroquial de Sant Martí de Provençals.

### s.XIX
Aquesta dinàmica de poca població es mantindria. El 1877 trobem encara un nucli format únicament per només unes 48 cases dins el municipi de Sant Martí.
A partir del darrer terç del segle xix, això canvia. L'impacte industrialitzador sacsejà també la Sagrera que s'anà transformant en barri industrial, amb predomini dels sectors metal·lúrgic i tèxtil. També es van instal·lar  fàbriques de sabó. A partir d'aquest moment es desenvolupa un profund procés urbanitzador que comporta la formació del Fondo de Sant Martí, mentre que el nom de la Sagrera queda únicament circumscrit al nucli de cases existent al llarg de l'aleshores anomenada carretera del Vallès, al nord del vell nucli rural de Sant Martí. Així, avui en dia, el barri de La Sagrera és força lluny de l'església de Sant Martí Vell.
També d'aquest període, concretament del 1877, data la creació del tramvia de vapor que comunicava el barri amb Horta-Guinardó. La connexió entre Barcelona i Horta l'any 1885 mitjançant el tramvia, significà, per extensió, la comunicació de la Sagrera amb Barcelona, una connexió que s'enfortí amb l'electrificació de la línia el 1901.
El 20 d’abril de 1897 el municipi de Sant Martí perd la seva independència després d’haver estat embargat per l’Ajuntament de Barcelona per a ‘cobrar-se despeses de presó’, quedant agregat dins del de Barcelona tot i l’oposició de la població martinenca. La Sagrera passa ara a ser un barri del municipi de Barcelona.

### s.XX
Del procés d'industrialització de la zona en destaca la inauguració d'una fàbrica el 1911 de la Hispano Suïssa (reanomenada ENASA el 1946) que arribà a ocupar més de 8 ha. El 1971 fou traslladada a la Zona Franca. Els seus terrenys van ser repartits en tres zones, en una operació urbanística de gran importància pel barri aprovada el 9 de juny de 1970 per part de l'Ajuntament de Barcelona:
1. 3,5 hectàrees, adjuntes al carrer Gran de la Sagrera, serien zona verda a canvi de 120 milions de pessetes, esdevenint en el que en l'actualitat és el parc de La Pegaso.
2. 1,5 hectàrees que ENASA regalava com a zona verda però que, com que ja s'havia venut els terrenys a la companyia CEVASA, va acabar sent aquesta última qui els va cedir a canvi d'augmentar l'edificabilitat de la 3a zona. Amb la lluita veïnal, aquests terrenys van acabar destinats a l'escola pública Príncep de Viana (inaugurada el curs 1977-1978, i popularment coneguda com a escola Pegaso).
3. 3,2 hectàrees destinades a ser zona residencial amb grans edificis de 12 i 14 pisos d'alçada, uns terrenys que va comprar (i edificar) la companyia CEVASA a canvi de 270 milions de pessetes (juntament amb els de la 2a zona, que després cediria).

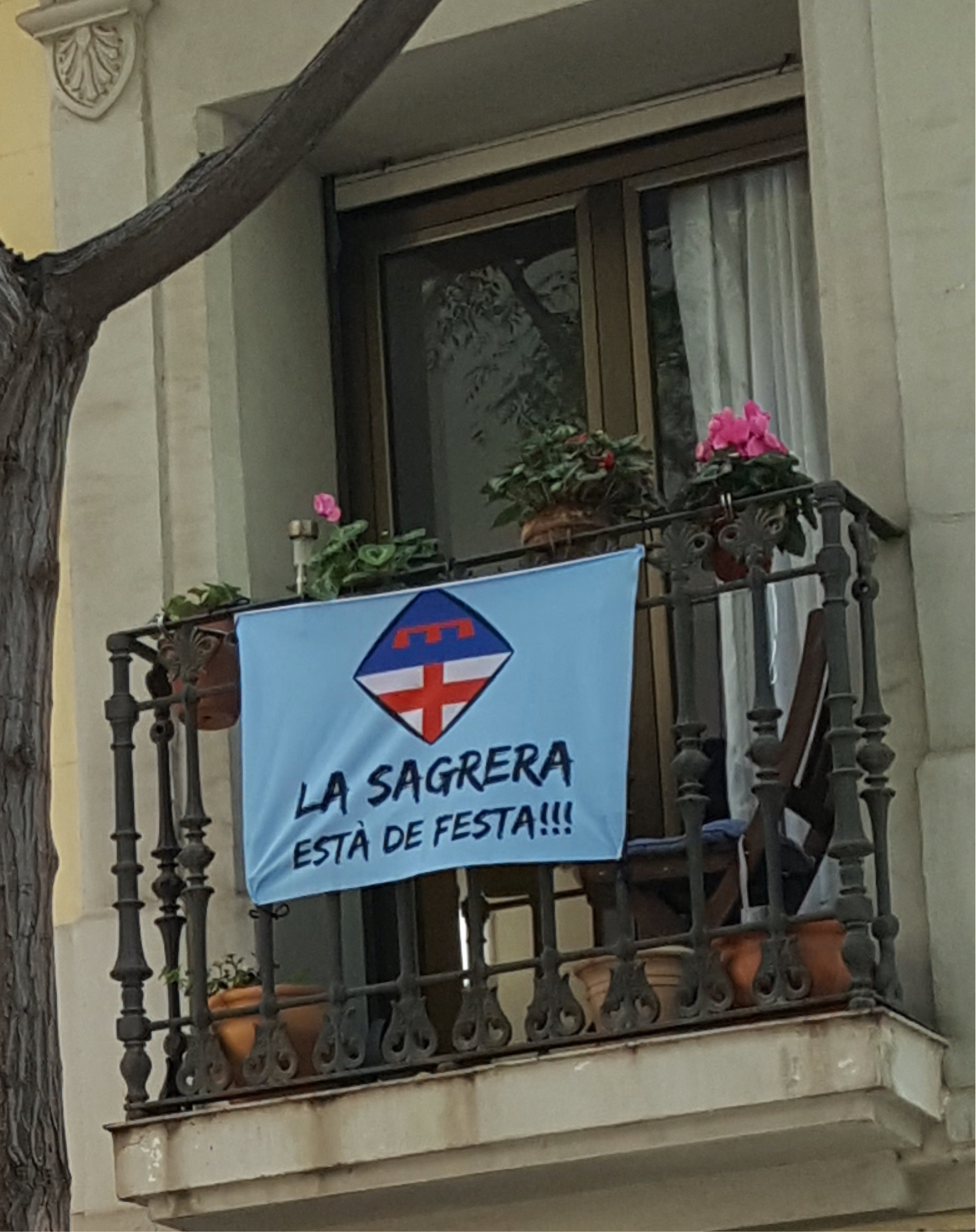
Domàs de les Festes de la Sagrera, 2020

En aquest procés d'industrialització que dura fins a l'actualitat, les cases i els tallers de planta baixa han deixat lloc durant els darrers vint anys del segle xx a nombrosos blocs d'habitatges que s'alineen a ambdós costats de l'avinguda Meridiana. Via que segueix aproximadament la línia del meridià, parteix el barri de la Sagrera en dos sectors, units per una poca distància. Una publicació de 1971 explicava que només una quarta part dels habitants de la Sagrera són nascuts al barri, fruit d’una gran emigració que va arribar als nous blocs.
El mercat vell es trobava instal·lat a la plaça de Masadas, porticada, prop d'on es troba encara avui la parròquia de Crist Rei. En aquesta església fou avortat el 1971 el primer intent de reunió de l'Assemblea de Catalunya. Aquest fet es commemora amb el nom d'una plaça propera que actualment porta el nom de 'plaça de l'Assemblea de Catalunya', i que havia estat un camp de futbol que a finals dels anys 1970 es va reclamar com a espai verd del barri amb diverses actuacions per part del veïnat. La brutícia acumulada li va fer guanyar el sobrenom de 'plaça de les Rates', font d'inspiració d'un dels capgrossos actuals del barri. La plaça rep el seu nom actual el 1982, i serà totalment reurbanitzada l'any 2014.
El 13 de novembre de 1982, coincidint amb les Festes Majors del barri, s'inaugura el Centre Cívic 'la Barraca', situat a carrer Martí Molins. L'edifici de nova construcció, ocupa l'espai de l'antic cinema Imperial i rep el nom de la forma en què se l'anomenava de forma col·loquial al barri. Aquest Centre Cívic va ser un dels quatre primers a ser inaugurats a Barcelona, tots ells durant el 1982, juntament amb el del Guinardó (que va ser el primer), el de Sant Martí, i el de Sant Andreu.
La Sagrera, a la segona meitat del segle xx, comptava també amb un camp de barraques conegut com 'la Perona', que va ser creat el 1947 i va durar fins al 1989 (sent un dels últims camps de barraques de Barcelona) i convertint-se en part del que actualment és el parc de Sant Martí. Aquests terrenys, però, van tenir sempre més lligams geogràfics i socials amb la Verneda que no pas amb la Sagrera.

### s.XXI
En termes de desenvolupament urbanístic, la construcció de la futura 'Estació de Sagrera | TAV' en els terrenys entre la Sagrera i Sant Martí és la principal obra pública del barri, tant per superfície afectada, elements implicats, i durada de les obres. El seu planejament s’inicia a finals de la dècada del 1990 tot i que la proposta final no s’acaba licitant fins al 2009, després d’un llarg període de discussió sobre les diferents possibilitats entre les diferents administracions implicades i també associacions veïnals. Tot i que en un primer moment, es va plantejar tenir l’estació acabada i en funcionament l’any 2004, aquesta data va quedar sobradament superada només amb la fase de planificació i licitació.
Altres actuacions urbanístiques i equipaments del barri que s’han incorporat a partir del nou mil·lenni:
- Nau Ivanow: un espai de residències d'arts escèniques ubicat en una antiga fàbrica de pintures al barri, en funcionament des de 1998. Des del 2010 forma part del projecte de Fàbriques de Creació de l'Institut de Cultura de Barcelona (ICUB).
- Residència assistida i centre de dia la Sagrera: en funcionament des de 2005.[15]
- CAP La Sagrera: en funcionament a la seva ubicació actual des de 2006, ara està pendent d’una ampliació a una nova ubicació que permeti ampliar les instal·lacions.[16]
- Biblioteca La Sagrera - Marina Clotet: Inaugurada el 20 de juny de 2009, situada al número 9 del carrer de Josep Soldevila, i amb col·leccions especialitzades en transports ferroviaris, horts urbans, música electrònica, l’economia social, el món laboral, i el fons Jordi Sabater Pi (qui va ser pioner de la primatologia, i veí de la Sagrera).[17][18]
- Escola bressol municipal Icària: Inaugurada el setembre de 2010, i situada a la confluència dels carrers Ciutat d’Elx i Costa Rica.[19]
- Nau Bostik: una antiga fàbrica reconvertida en espai de trobada i creació artística autogestionat al barri, inaugurada el 2015.
- Torre de la Sagrera: espai participatiu de titularitat municipal que neix el 2017, ubicat en una antiga casa senyorial originària del s. XIX.[20][21]
- Poliesportiu “Camp del Ferro”: Obert el 2020, és un equipament municipal de gestió comunitària que promou la pràctica d’esports com l’hoquei sobre patins, el patinatge i el futbol sala, el bàsquet i l’handbol.[22][23] El projecte està previst que sigui complementat amb la construcció del Centre Esportiu Municipal (CEM) la Sagrera, amb piscines i sales per practicar esport.[24][25]
- Obres de conservació de la Torre del Fang: antiga masia d’origen medieval que s’ha destinat a usos diversos al llarg de la història. La seva preservació va quedar en qüestió amb l’arribada de les obres de l’'Estació de Sagrera | TAV', finalment es decideix la seva preservació.[26][27]
- Remodelació del tram de l’avinguda Meridiana al seu pas per la Sagrera: iniciades a abril de 2025, les obres tenen una durada prevista total de 18 mesos i un pressupost de 26 milions d’euros.[28]

## Demografia
A 1 de gener de 2023 el nombre d'habitants d'aquest barri ascendeix a 29.908. El 54,5% de la població és de nacionalitat catalana, el 18,1% de la resta d'Espanya mentre que el 27,4% és de nacionalitat estrangera. El nombre de nacionalitats de la població estrangera és de 104.
| 1970 | 1981   | 1986   | 1991   | 1996   | 1998   | 2000   | 2002   | 2004   |
| --- | ------ | ------ | ------ | ------ | ------ | ------ | ------ | ------ |
| 23.219 | 31.643 | 32.419 | 32.106 | 30.505 | 30.209 | 30.125 | 30.282 | 30.960 |
| 2006 | 2008   | 2010   | 2012   | 2014   | 2016   | 2018   | 2020   | 2022   |
| 30.955 | 30.868 | 28.879 | 29.110 | 28.660 | 28.796 | 29.205 | 29.593 | 29.908 |
| Nota: Fins a l'any 2008, les dades estan per Zones de Recerca Petites (ZRP), que al barri de la Sagrera serien els números: 200, 201, 202 i 203. |        |        |        |        |        |        |        |        |

## Cultura popular
La festa major del barri se celebra cada segona quinzena de novembre coincidint amb l'últim diumenge abans de començar l'advent, en motiu de la festivitat de Crist Rei.

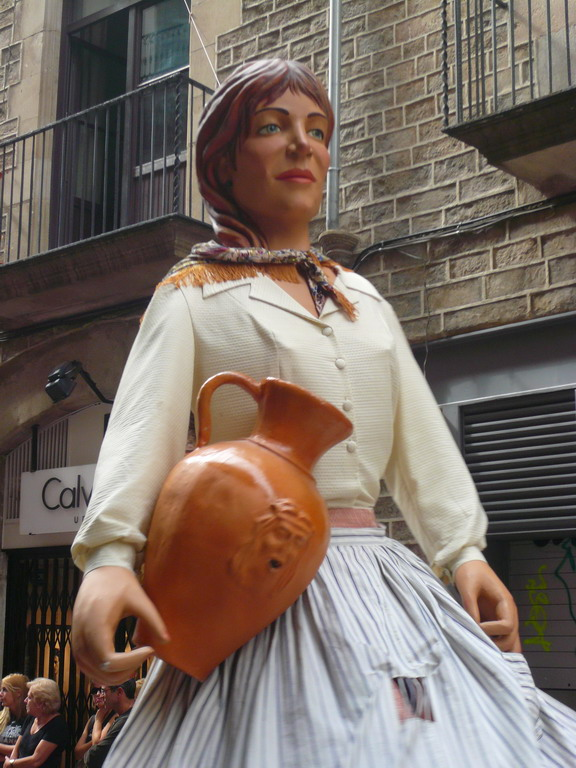
La geganta Sagrerina

Des de l'any 2003, La Sagrera compta amb una colla gegantera. Es tracta de la Colla Gegantera de la Sagrera, que se suma als Drac i Diables de la Sagrera i l'Esbart per a fer notar la presència d'elements de cultura popular al barri.
La Colla Gegantera de la Sagrera neix de la il·lusió d'un grup del Casal de Joves de La Sagrera, que agafant el relleu d'altres grups que anys enrere havien intentat tirar endavant aquest projecte, al novembre de 2003 van tornar a posar-ho en marxa. Per ara només compta amb la geganta Sagrerina i 2 capgrossos, en Rocabruna i la rata, tot i que en el moment de la inauguració de la geganta el 2003 es preveia que hi hauria un gegant l'any següent (que no va arribar).
L'any 2021, durant el pregó de la Festa Major del barri, Xavier Basiana (qui en el seu dia va col·laborar de forma important en la creació de la geganta Sagrerina) va presentar la segona geganta del barri. En aquesta ocasió es tracta de la Bostikina, en honor a l'antiga fàbrica multinacional Bostik (actualment Nau Bostik, equipament sociocultural) que és l'espai on residirà la geganta (a diferència de la Sagrerina). En el pregó es va destacar que la Bostikina "... serà la nova imatge de la Nau Bostik. Jove, guapa, treballadora, ambiciosa, persistent.".
Una de les activitats amb més tradició és la Batalla de Confeti que organitza l'Esplai 'la Sagrera', que des de fa molts anys es celebra a la plaça Masadas al centre del barri. L'any 2022 se'n va celebrar la seva 38a edició.

## Entitats
- Drac i Diables de la Sagrera
- Colla Gegantera de la Sagrera
- Esbart L'Estel de la Sagrera
- Associació Esportiva Districte IX Sant Andreu
- Centre de Documentació de la Sagrera
- Agrupament Escolta i Guia Pau Casals[39]
- La Sagrera Alternativa[40]
- Photoart 30[41]
- Esplai 'la Sagrera'[42]

## Transports

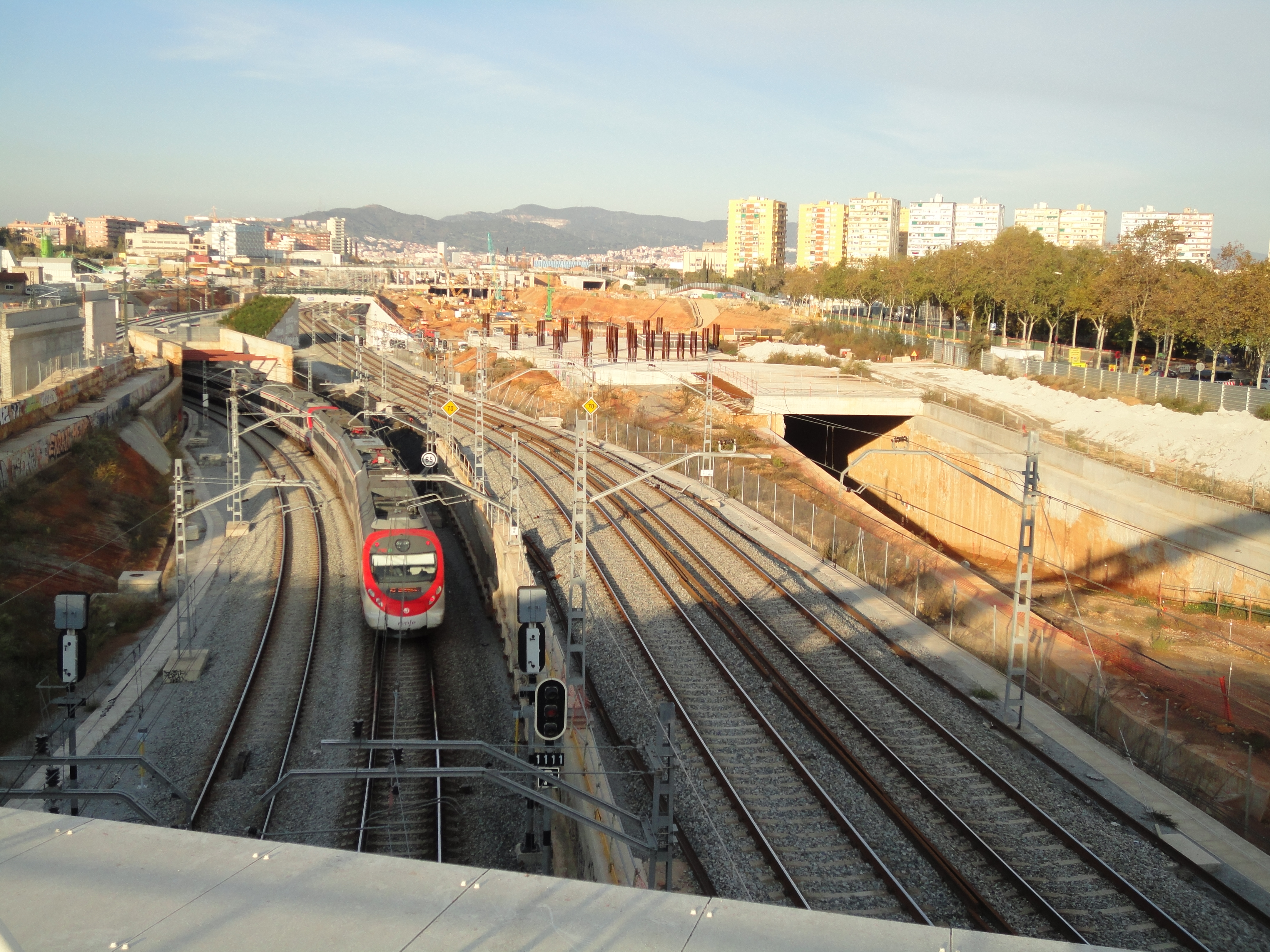
Estació de la Sagrera des del Pont de Bac de Roda

Actualment, el procés de transformació del barri segueix, i té la seva màxima representativitat en la futura estació-intercanviador de la Sagrera, per on està previst que passi el metro, trens de rodalia, regionals i de gran velocitat (com l'AVE o el TGV francès), així com autobusos urbans i de línia, i taxis.
El barri de la Sagrera és un del més ben comunicat gràcies als mitjans de transport subterranis: rodalies R3, R4 i R12, metro L1, metro L5, metro L9 i metro L10. Aquests elements conformen la Sagrera com un dels principals nuclis de transport de Barcelona.